# Alfred Fell
Pas d'image ? Cliquez ici

b Matchs officiels uniquement.
Dernière mise à jour le 13 septembre 2022.
Alfred Nolan Fell, né le 17 janvier 1878 à Nelson en Nouvelle-Zélande et décédé le 20 avril 1953 à Colchester dans l'Essex, est un ancien joueur de rugby écossais, évoluant au poste d'ailier pour l'Écosse.

## Biographie
Alfred Fell dispute son premier test match le 9 février 1901 contre l'équipe du pays de Galles. Il dispute son dernier test match le 21 mars 1903 contre l'équipe d'Angleterre. Il joue sept matchs et inscrit deux essais.

## Palmarès
- Triple couronne dans le Tournoi britannique de rugby à XV 1901, 1903.

## Statistiques en équipe nationale
- 7 sélections pour l'Écosse.
- 6 points (2 essais)
- Sélections par année : 3 en 1901, 3 en 1902, 2 en 1903
- Participation à 3 Tournois britanniques en 1901, 1902, 1903